# Inc. (magazine)
Pour les articles homonymes, voir Inc.
Inc. est un magazine mensuel américain consacré aux entreprises en croissance rapide. Fondé en 1979 par Bernie Goldhirsch, son siège est à New York. Il publie une liste annuelle des cinq-cents entreprises ayant la croissance la plus rapide aux États-Unis (l'indice Inc. 500). 
En 1981, Inc. fait sa couverture avec Steve Jobs. En 2000, Inc. est cédé à Gruner+Jahr, puis est acquis en 2005 par Monsueto Venture. 
L'indice Inc. 500 liste les 500 entreprises qui se développent le plus rapidement ; l'indice Inc. 5000 (2007) est un prolongement du précédent indice sur une période de cinq ans.
En 1982, la cérémonie de remise du Prix Inc. 500 et Inc. 5000 est créée.